# 바누아투 요리

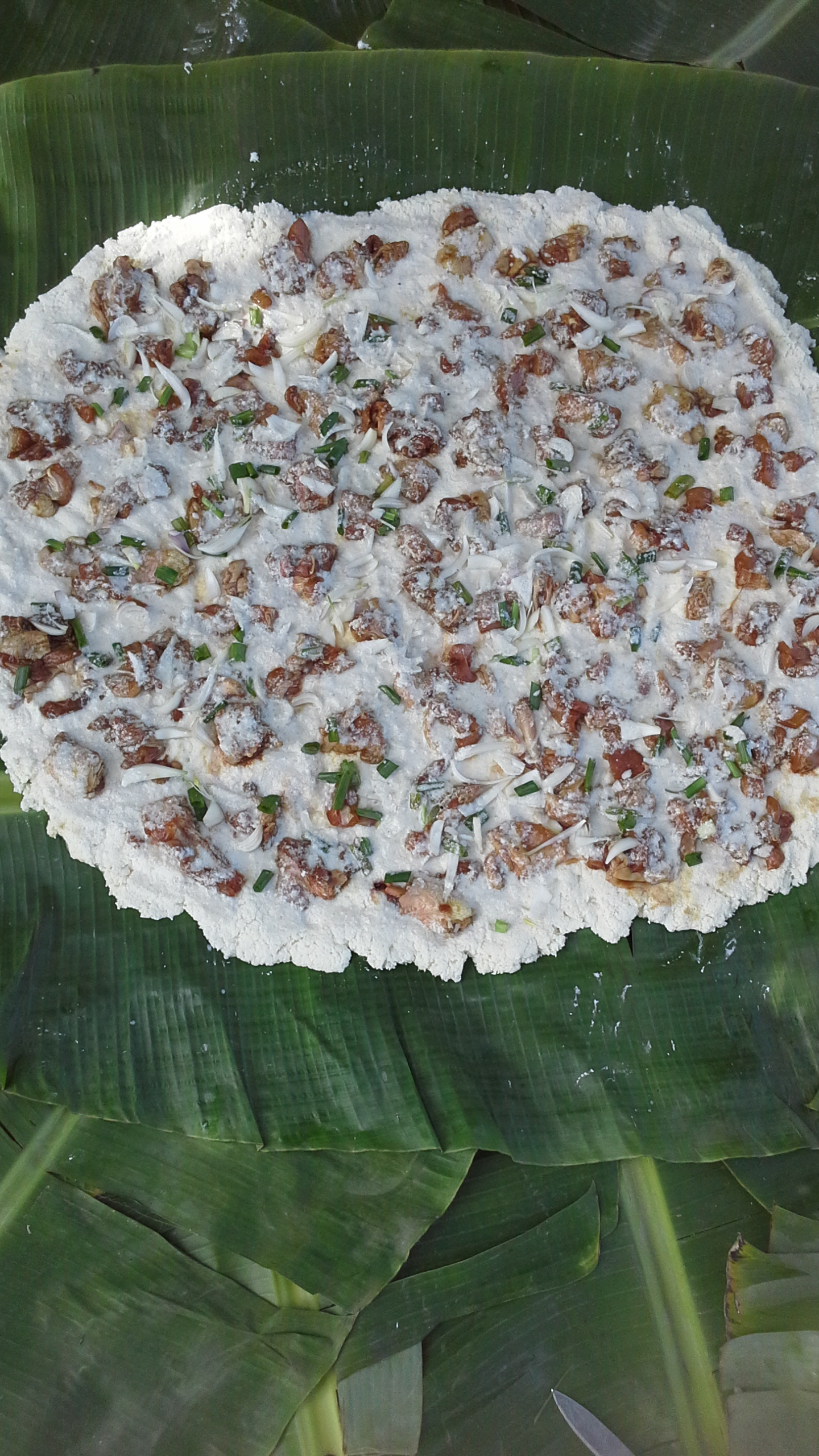
랍랍

바누아투 요리(Vanuatu 料理, 비슬라마: aelan kakae 아일란 카카이, 영어: Vanuatuan cuisine 배누아투언 퀴진[*], 프랑스어: cuisine vanuataise 퀴진 바누아테즈[*])는 멜라네시아에 있는 바누아투의 요리이다.

## 같이 보기
- 멜라네시아 요리